# Elżbieta Czyżewska

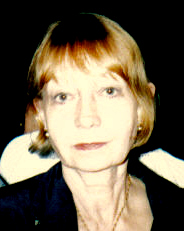
Elżbieta Czyżewska (2007)

Elżbieta Czyżewska (* 14. Mai 1938 in Warschau; † 17. Juni 2010 in New York City) war eine polnische Schauspielerin.

## Leben
Elżbieta Czyżewska studierte Schauspiel an der Staatlichen Schauspielschule PWST in Warschau und beendete die Schule mit dem Diplom im Jahre 1960. Bereits während ihres Studiums spielte sie im Studentenkabarett STS. Ihr Filmdebüt gab sie 1959 in Bronisław Broks Cafe pod Minogą und von 1961 bis 1967 war sie Ensemblemitglied des Dramatischen Theaters Warschau. Durch diverse Film- und Fernsehrollen avancierte sie zu einer der beliebtesten polnischen Schauspielerinnen der 1960er Jahre. 1965 wurde sie von den Lesern des Warschauer Express Wieczorny zur populärsten Fernsehschauspielerin gewählt. 1967 ging sie gemeinsam mit ihrem amerikanischen Ehemann David Halberstam ins amerikanische Exil. Halberstam hatte in einem Artikel die Regierung von Władysław Gomułka scharf kritisiert und wurde von dem polnischen Regime zur Persona non grata erklärt. Czyżewska kehrte nur noch für die Dreharbeiten zu Andrzej Wajdas Film Alles zu verkaufen zurück nach Polen und durfte anschließend bis Anfang der 1980er Jahre nicht mehr in Polen auftreten.
In den USA setzte sie ihre Schauspielerlaufbahn vor allem am Theater fort und trat von Zeit zu Zeit in internationalen Filmproduktionen auf. Auf Basis ihrer Erlebnisse schrieb Agnieszka Holland das Drehbuch zu dem Film Anna… Exil New York. Elżbieta Czyżewska lebte bis zu ihrem Tod in den USA. Sie war vor ihrer Ehe mit dem Journalisten Halberstam (die Ehe wurde 1977 geschieden) mit dem polnischen Regisseur Jerzy Skolimowski verheiratet.

## Filmografie (Auswahl)
- 1961: Ein Zirkusdirektor gibt nicht auf (Dom bez okien)
- 1961: Der Mann seiner Frau (Mąż swojej żony) – Regie: Stanisław Bareja
- 1962: Allerseelen (Zaduszki) – Regie: Tadeusz Konwicki
- 1962: Złoto – Regie: Wojciech Has
- 1963: Die Schuld (Milczenie) – Regie: Kazimierz Kutz
- 1963: Godzina pąsowej róży – Regie: Halina Bielińska
- 1964: Eine Frau für den Australier (Żona dla Australijczyka) – Regie: Stanisław Bareja
- 1964: Besondere Kennzeichen: keine (Rysopis) – Regie: Jerzy Skolimowski
- 1964: Wo ist der General? (Gdzie jest generał?) – Regie: Tadeusz Chmielewski
- 1964: Der unterbrochene Flug (Przerwany lot)
- 1964: Der erste Tag der Freiheit (Pierwszy dzień wolności) – Regie: Aleksander Ford
- 1965: Die Handschrift von Saragossa (Rękopis znaleziony w Saragossie) – Regie: Wojciech Has
- 1965: Święta Wojna – Regie: Julian Dziedzina
- 1966: Liebe im Atelier (Małżeństwo z rozsądku)
- 1966: Ich liebe (Niekochana) – Regie: Janusz Nasfeter
- 1969: Alles zu verkaufen (Wszystko na sprzedaż) – Regie: Andrzej Wajda
- 1973: Den foerste kreds – Regie: Aleksander Ford (Dänisch-Schwedische Produktion)
- 1982: Der Konsul (Limuzyna Daimler-Benz) – Regie: Filip Bajon
- 1988: Die Flucht ins Ungewisse (Running on Empty) – Regie: Sidney Lumet
- 1988: Kocham Kino – Regie: Piotr Łazarkiewicz
- 1989: Reise in ein besseres Leben (Misplaced) – Regie: Louis Yansen
- 1989: Music Box – Die ganze Wahrheit (Music Box) – Regie: Constantin Costa-Gavras
- 1990: Cadillac Man – Regie: Roger Donaldson
- 1991: Der Kuß vor dem Tode (A Kiss before dying) – Regie: James Dearden
- 1996: Charms Zwischenfälle – Regie: Michael Kreihsl
- 2000: Heimkehr der Jäger – Regie: Michael Kreihsl
- 2007: Criminal Intent – Verbrechen im Visier (odcinek 3x5: Seven Seconds)